# Shark Skin Man and Peach Hip Girl
Shark Skin Man and Peach Hip Girl (鮫肌男と桃尻女?, Samehada Otoko to Momojiri Onna) è un film del 1998, diretto da Katsuhito Ishii, al suo esordio nella regia cinematografica. È tratto dal manga Samehada otoko to momojiri onna, scritto e disegnato da Minetarō Mochizuki nel 1993.

## Trama
Toshiko si reca in banca e assiste ad una strana rapina commessa da un uomo con il volto coperto, armato di una pistola e munito di un registratore vocale che ordina ai cassieri di dargli tutti i soldi. Durante la rapina, l'uomo spara a un cliente, sotto gli occhi atterriti della ragazza, quindi fugge.
Due anni dopo Toshiko decide di fuggire dallo zio opprimente, che gestisce un albergo. Nello stesso istante Kuroo Samehada fugge in mutande e viene inseguito da una macchina con dentro Tanuki Fukuda, uno yakuza, e il suo autista Sorimachi. Toshiko incrocia con la macchina Kuroo seminudo e si distrae, investendo l'auto di Tanuki, quindi sviene. Kuroo entra nella macchina della ragazza e si allontana. Poco dopo, Tanuki esce integro dalla macchina e chiama i rinforzi. Accorrono così sul luogo un manipolo di strani personaggi, che si mettono all'inseguimento di Kuroo, il quale deve alla yakuza conto milioni di yen. Nel mentre lo zio di Toshiko scopre la fuga della ragazza: convinto che Toshiko sia scappata con un uomo, chiama Yamada, un bizzarro sicario dall'atteggiamento infantile, e gli ordina di uccidere Kuroo. Yamada si mette quindi sulle tracce della coppia, ma quando si scontra con Kuroo viene inaspettatamente conquistato dalla gentilezza di quest'ultimo.
Kuroo e Toshiko si recano da un uomo che dovrebbe fornire alla coppia documenti falsi per la fuga, ma ciò si rivela una trappola e Toshiko viene rapita dallo yakuza Sawada. Kuroo torna all'albergo dello zio di Toshiko, quartier generale temporaneo degli yakuza, per salvarla ma viene catturato anch'egli e picchiato violentemente. Sawada, che si rivela essere stato amico di Kuroo, inaspettatamente lascia libera Toshiko ma la ragazza è catturata da Yamada, che la porta dallo zio. Questi tenta di stuprarla e vaneggia di volerla sposare. Nel mentre Yamada, deciso a salvare Kuroo, attacca sparando gli yakuza e consente a Kuroo di fuggire nel bosco, mentre che approfittando della confusione creata da Yamada Toshiko riesce a colpire alla testa lo zio e a fuggire.
Nell'oscurità del bosco Kuroo affronta e uccide, quindi viene raggiunto da Tanuki, che gli punta una pistola alla testa, intimandogli di dirgli dove si trovano i soldi. In quel momento appare Toshiko, che a sua volta punta una pistola su Tanuki, il quale approfittando della distanza ravvicinata punta un coltello alla gola della ragazza. Lo stallo viene interrotto dall'arrivo improvviso dello zio di Toshiko che spara a Kuroo e a Tanuki, venendo colpito a sua volta da quest'ultimo. Toshiko soccorre Kuroo, gravemente ferito. L'uomo si ricorda di aver già incontrato la ragazza, due anni prima, durante una rapina. Era infatti lui l'uomo colpito dal rapinatore, in realtà un suo complice.